# 横纹斜鳞蛇
横纹斜鳞蛇（学名：Pseudoxenodon bambusicola）为游蛇科斜鳞蛇属的爬行动物。其种加词“bambusicola”意为“栖居于竹子的”。在中国大陆，分布于浙江、福建、江西、湖南、海南、广西、贵州等地，主要生活于山区森林或竹林及草坡上。其生存的海拔范围为215至950米。该物种的模式产地在中国南部。

## 保护
本种于2023年被收录入《有重要生态、科学、社会价值的陆生野生动物名录》。